# Rudolf von Heckel
Rudolf von Heckel (* 3. Mai 1880 in München; † 29. März 1947 ebenda) war ein deutscher Historiker.

Sein Vater war Architekt. Er besuchte von 1890 bis 1899 das Maximiliansgymnasium München. Anschließend studierte er Geschichte an der Universität München für drei Semester und ab 1901 in Berlin. Seine akademischen Lehrer waren Paul Scheffer-Boichorst, Kurt Breysig und Michael Tangl. Bei Tangl wurde er in Berlin promoviert mit der grundlegenden Arbeit Das päpstliche und sicilische Registerwesen. 1907 wurde er wissenschaftlicher Assistent am Lehrstuhl für Soziologie der Friedrich-Wilhelms-Universität Berlin. 1913 wurde von Heckel als Nachfolger Henry Simonsfelds außerordentlicher Professor für Geschichte an der Universität München. Seit 1931 lehrte er als ordentlicher Professor für Geschichte und Historische Hilfswissenschaften in München. 1945 wurde er emeritiert. Er wird zu den wenigen Professoren in München gezählt, die keine grundlegenden Zugeständnisse an das NS-Regime machten. Seine Forschungsschwerpunkte waren die päpstliche Kanzlei, die Papstdiplomatik seit Innozenz III. und das Registerwesen.

## Schriften (Auswahl)
- Das päpstliche und sicilische Registerwesen in vergleichender Darstellung. Kap. 3: Die Entstehung der angiovinischen Registratur. Berlin 1906.
- Die Dekretalensammlungen des Gilbertus und Alanus nach den Weingartener Handschriften. In: Zeitschrift der Savigny-Stiftung für Rechtsgeschichte. Kanonistische Abteilung. Bd. 29, 60 (1940), S. 116–357.